# Alana Dillette
Alana Kathryn Dillette (sinh ngày 2 tháng 12 năm 1987) là một vận động viên bơi lội Olympic đến từ Bahamas. Cô đã bơi tới quần đảo Bahamas tại Thế vận hội Mùa hè 2008, cũng như tại Đại hội Thể thao Pan American 2007. Cô tham dự và bơi cho Đại học Auburn của Hoa Kỳ.
Tại Pan American Games 2007, cô là một phần của đội tuyển huy chương đồng ở nội dung tiếp sức 4 × 100 m của nữ cùng với Alicia Lightbourne, Arianna Vanderpool-Wallace và Nikia Deveaux.